# Nevězice
Nevězice là một làng thuộc huyện Písek, vùng Jihočeský, Cộng hòa Séc.